# Lilla Essingens värdshus

Lilla Essingens värdshus var ett värdshus som låg på Lilla Essingen i Stockholm och fanns på 1700-talet fram till 1850-talet. Det var beläget i nuvarande Luxparken, nära ångbåtsbryggan mitt emot Marieberg. Byggnadens namn var Fridberg. Efter sin värdshusperiod övergick det till att bli ett kafé. 

## Historik

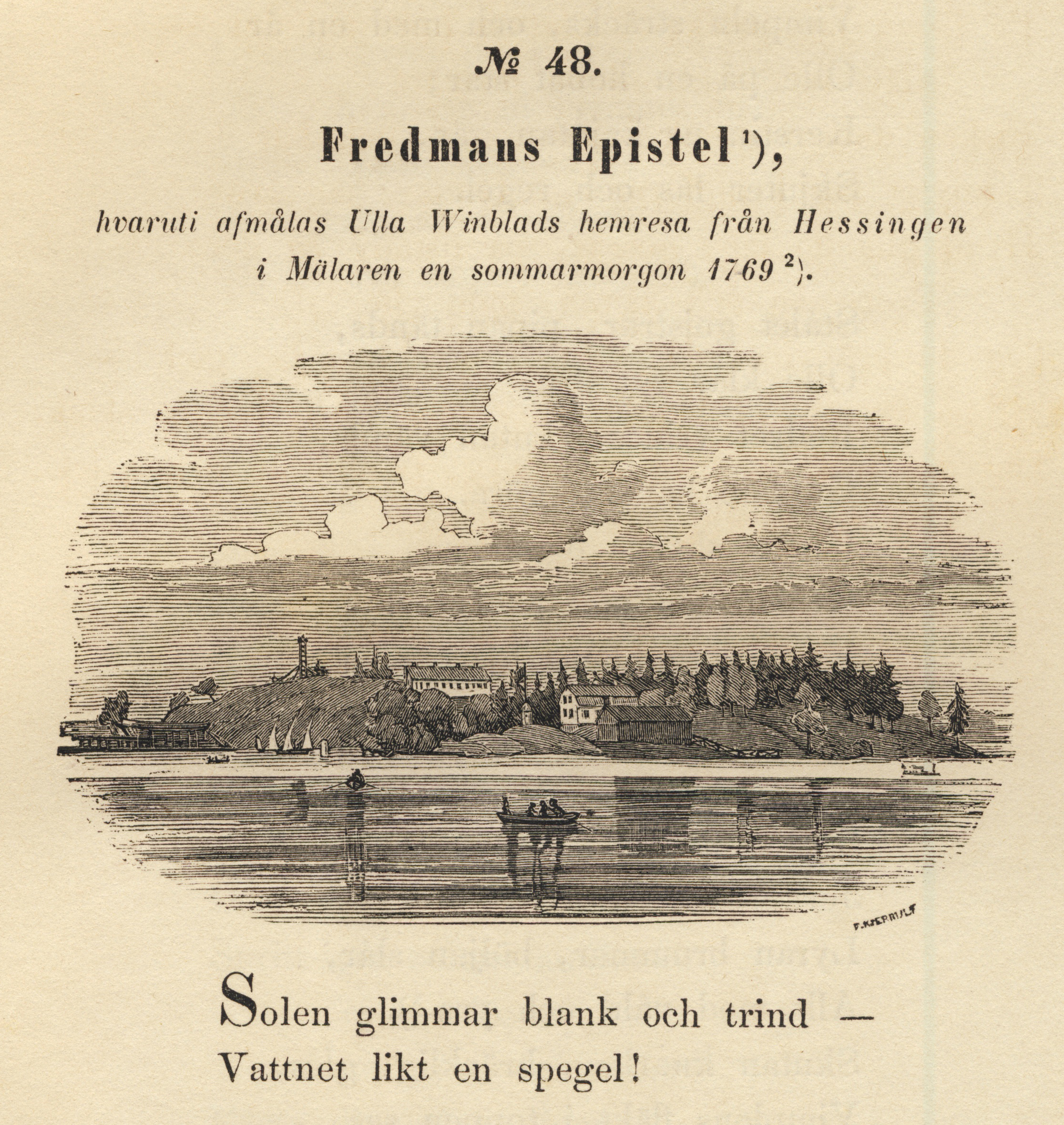
Träsnitt som illustration till Fredmans Epistel nr 48, hvaruti avmålas Ulla Winblads hemresa från Hessingen i Mälaren en sommarmorgon 1769.

Friberg eller Fridberg hette byggnaden som var en av de äldsta på ön. På Carl Akrels karta, Plan af Stockholm 1805, finns tre byggnader markerade på Lilla Essingen – Fridberg är en av dem. Denna byggnad låg nära Lilla Essingens ångbåtsbrygga i ett naturligt läge för ett värdshus. I Bellmans samlade skrifter, upplagan från 1861, finns ett träsnitt som vinjett till Fredmans epistel nr 48, ”hvaruti afmålas Ulla Winblads hemresa från Hessingen i Mälaren en sommardag 1769”. Vi läser: ”träsnittet under öfverskriften af denna Epistel visar Lilla Hessingens utseende i våra dagar – värdshuset, byggnaden till höger, är ännu qvarstående från den glada tiden. Utgifvaren.”
"Utseende i våra dagar” innebär 1850-tal. År 1845 skrev tidningsmannen och författaren Pehr Adam Wallmark om Lilla Essingen och att där finns ett snyggt värdshus, där man för billigt pris kan, om man ej är alltför stor gastronom, stilla sin aptit och släcka sin törst. År 1843-45 arrenderades värdshuset av värdshusidkerskan Fredricia Marie Bergström, icke mantalsskriven på Lilla Essingen utan i Stockholm. Beväringar från Marieberg tog sig gärna över till Lilla Essingen för att få ett glas och en matbit eller en kopp kaffe i värdshuset. Att restaurationen dessutom var utrustad med kägelbana framgår av en tidningsartikel från sommaren 1852.
Mantalslängder 1855 visar att värdshuset ännu lever i november 1854. – Rubriken Lilla Essingen värdshus: Värdshusidkaren, snickaren C F Söderberg, hustrun, pigan Maria, Nils Attergren och lärlingen Anders Flygare samt sjömanshustrun Anna Forsberg. I nästa års mantal, 1856, står att läsa: värdshusidkaren – överstruket. Återstår: Snickaren Söderberg med hustru samt dränggossen J Törnblom. Alla andra avflyttade. Slutligen nästa bevarade mantalsår som är 1861: Rubriken ”Lilla Essingen wärdshus” är då helt borta. Värdshuset bytte inriktning och blev en kaférörelse istället. 
År 1909 brann villa Fridberg ner till grunden. Man misstänkte först mordbrand.
Träsnitt visar del av Lilla Essingen sett från Marieberg, 1850-tal. Essingewarfvet till vänster, det långa vita huset med fyra skorstenar är Sans Souci, nedanför ligger det lilla tornet, fästningen Chartagho, sedan värdshuset och framför har vi Färjstugan med båtbryggan. Uppe på Klockarberget … en optisk telegraf? Eller någon byggnad för varvet?